# راینهاردسمونستر
راینهاردسمونستر (به فرانسوی: Reinhardsmunster) یک کمون در فرانسه با جمعیت ۴۴۹ نفر است که در Canton of Marmoutier واقع شده‌است.